# Otto Bremer (linguiste)
Pour les articles homonymes, voir Otto Bremer et Bremer.
Otto Bremer, né le 22 novembre 1862 à Stralsund, mort le 8 août 1936 à Halle-sur-Saale, est un germaniste et phonéticien allemand. De 1888 à 1934, il est professeur à l’université de Halle-Wittenberg, où il publie sa collection d’ouvrages de phonétique et dialectologie.

## Ouvrages
- (de) Otto Bremer, Einleitung zu einer amringisch-föhringischen Sprachlehre, Norden et Leipzig, Diedrich  Soltau, 1888 (lire en ligne)
- (de) Otto Bremer, Deutsche Phonetik, Leipzig, Breitkopf und Härtel, coll. « Sammlung kurzer Grammatiken deutscher Mundarten » (no 1), 1893 (lire en ligne)
- (de) Otto Bremer, Beiträge zur Geographie der Deutschen Mundarten in form einer Kritik von Wenkers Sprachatlas des deutschen Reichs, Leipzig, Breitkopf und Härtel, coll. « Sammlung kurzer Grammatiken deutscher Mundarten » (no 3), 1895 (lire en ligne)
- (de) Otto Bremer, Zur Lautschrift, Leipzig, Breitkopf und Härtel, coll. « Sammlung kurzer Grammatiken deutscher Mundarten » (no 1 (annexe)), 1898 (lire en ligne)
- (de) Otto Bremer, Deutsche Lautlehre, Leipzig, Quelle und Meyer, 1918 (lire en ligne)